# Dick Dale
Richard Anthony Monsour, känd som Dick Dale, född 4 maj 1937 i Boston, Massachusetts, död 16 mars 2019 i Loma Linda, Kalifornien, var en amerikansk gitarrist, sångare och låtskrivare. Han anses vara surfrockens fader; med låtarna "Misirlou" och "Let's Go Trippin'" från 1962 lade han grunden för surfmusiken. Han kallas även The King of the Surf Guitar, en titel han fick i och med sitt andra studioalbum som hette detsamma. De flesta ledande grupperna inom surfmusiken, exempelvis The Beach Boys, Jan and Dean och The Trashmen, lär ha inspirerats av Dales musik, och på deras skivor förekom ofta inspelningar av Dales låtar.

## Biografi
Dale växte upp till tonerna av country och folkmusik från olika kulturer. Genom sin far som var från Libanon exponerades han även för musik från Mellanöstern. Han började tidigt spela ukulele, men gick snart över till gitarr. År 1954 flyttade hans familj till södra Kalifornien. Han tog artistnamnet Dick Dale på inrådan av en dj och började kort därefter spela in rockabilly. På det sena 1950-talet började Dick Dale med surfing. De känslor han fick av att surfa på vågorna lär ha influerat hans gitarrspel. Dales ljudbild kom att utgöra en egen sorts standard och han blev tillsammans med sin kompgrupp The Del-Tones ett populärt inslag på strandklubbar. Dale fick allt större erkännande och vann en trogen skara fans. 
År 1961 släpptes hans singel "Let's Go Trippin'", som blev en stor lokal och mindre nationell hit. Efter den följde låtar som "Misirlou" och "Surf Beat". År 1962 släppte han sitt första album, Surfers' Choice, som innehöll de ovan nämnda titlarna och andra liknande surflåtar. Albumet var till stor del inspelat live i Balboa i Newport Beach. "Misirlou" testades för svenska Tio i topp-listan 1963, men tog sig inte in. Han medverkade i The Ed Sullivan Show och fick kontrakt på storbolaget Capitol Records. Han samarbetade också med gitarrtillverkaren Fender för att få fram bättre gitarrer och förstärkarutrustnig och använde flitigt gitarrmodellen Fender Stratocaster.
År 1964 knuffades genren surfrock bort från listorna, till förmån för british invasion. Han förlorade då sitt kontrakt hos Capitol, men var även fortsättningsvis en populär musiker på lokal nivå. Men 1966 tvingades han efter att ha fått en svårartad cancerdiagnos att göra ett uppehåll med musiken. Efter att ha tillfrisknat återupptog han arbetet som musiker 1973. Han återförenade The Del-Tones och spelade in nya versioner av sina gamla 1960-talslåtar för albumet Greatest Hits. År 1979 var Dale nära att mista sitt ben. Han hade fått ett sår då han varit ute och surfat, vilket lett till en svår infektion på grund av miljögifter. Dale fick på detta sätt upp ögonen för miljöfrågan. 1987 spelade han tillsammans med Stevie Ray Vaughan in en version av The Chantays surfhit "Pipeline" för filmen Back to the Beach.
Dale kom att göra större comeback under 1990-talet. Han släppte studioalbumen Tribal Thunder (1993) och Unknown Territory (1994). Samma år 1994 valde Quentin Tarantino hans låt "Misirlou" som ledmotiv till sin film Pulp Fiction vilket ledde till ett stort förnyat intresse för hans musik. Han turnerade i Europa och medverkade 1995 på Roskildefestivalen.
Under 2000-talet och 2010-talet diagnostiserades Dale åter med cancer och drabbades av svåra hälsoproblem, men fortsatte trots det att uppträda. Delvis för att täcka kostnaderna för sina hälsoproblem. Han berättade att han också gjorde det för att visa vad en människa är kapabel till trots svår sjukdom.

## Diskografi

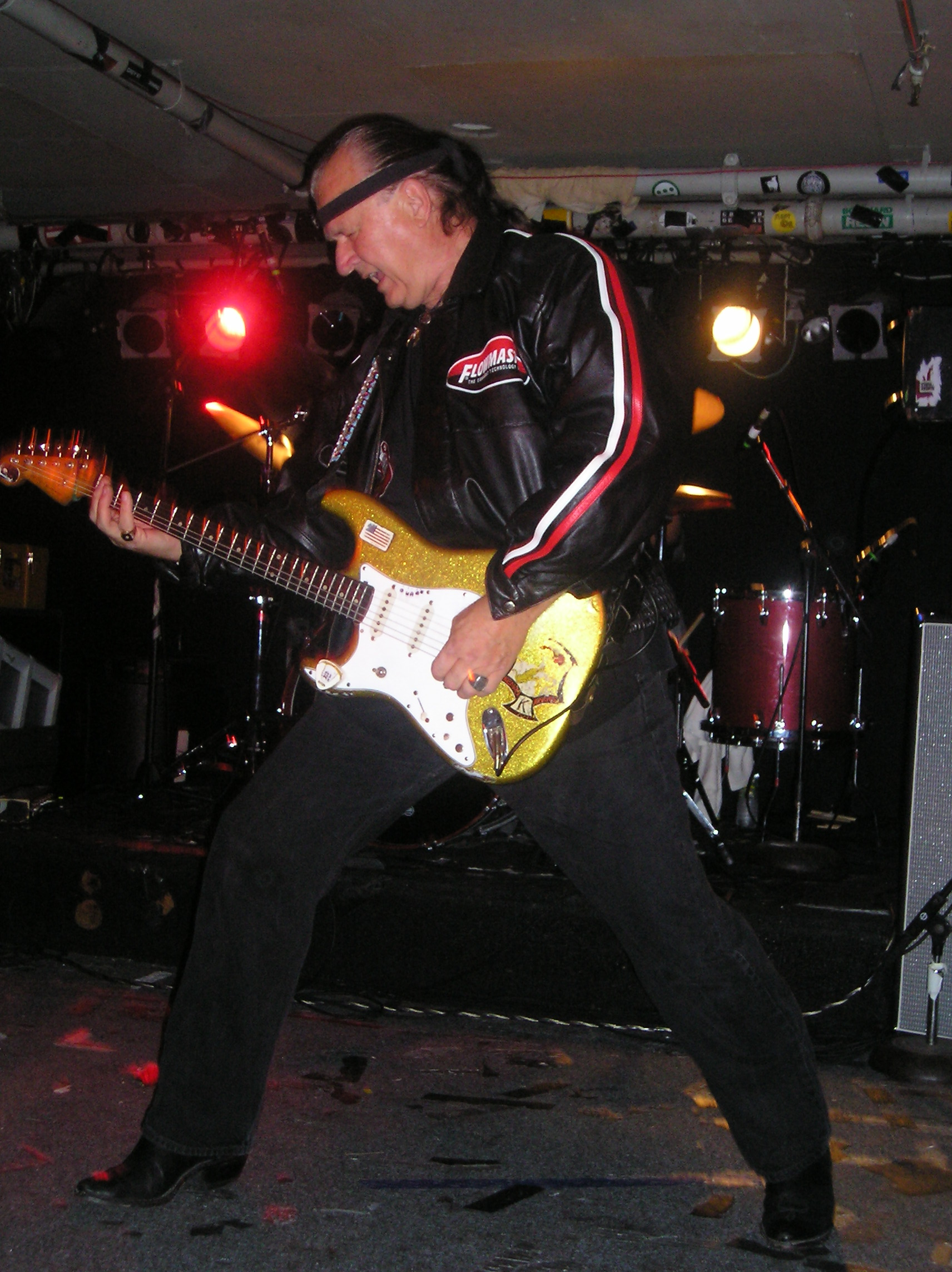
Dick Dale, 2005.

Studioalbum som Dick Dale & His Del-Tones
- 1962 – Surfers' Choice
- 1963 – King of the Surf Guitar
- 1963 – Checkered Flag
- 1964 – Mr. Eliminator
- 1964 – Summer Surf

Studioalbum som Dick Dale
- 1993 – Tribal Thunder
- 1994 – Unknown Territory
- 1996 – Calling Up Spirits
- 2001 – Spacial Disorientation

Livealbum
- 1965 – Rock out with Dick Dale and his Del-Tones: Live at Ciro's
- 1983 – The Tigers Loose (1983; Balboa Records, också utgiven 1987 av Rhino Records)
- 1994 – Live on the Santa Monica Pier